# Jevgenij Sladkov
Jevgenij Sladkov (født 15. december 1983) er en kasakhisk professionel cykelrytter, som har cyklet for det professionelle cykelhold Astana Team.